# Betty Be Good
Betty Be Good è un film muto del 1917 diretto da Sherwood MacDonald.

## Trama
Il milionario Jonathan Brownlee si preoccupa costantemente per l'irrequietezza di sua figlia Betty che non riesce mai a stare tranquilla. Brownlee è convinto che il sindaco sia un disonesto e raccoglie dei documenti che possano provare la sua tesi, lasciandoli in macchina. Betty, però, prende l'auto del padre e se ne va in giro. Viene fermata da Jimmy, il figlio del sindaco, travestito da poliziotto. Il giovane, non riconoscendo la ragazza, pensa sia una ladra che ha rubato macchina e carte, e l'arresta. I due, nonostante tutto, simpatizzano e va a finire che si innamorano l'uno dell'altra. Brownlee, intanto, ha scoperto che i suoi sospetti sul sindaco erano infondati: i due avversari, finalmente pacificati, si danno la mano, mettendo fine alla loro contesa.

## Produzione
Il film fu prodotto dalla Balboa Amusement Producing Company. Venne girato a Long Beach, cittadina californiana dove la casa di produzione aveva la sua sede.

## Distribuzione
Distribuito dalla Mutual Film, il film - presentato da E.D. Horkheimer - uscì nelle sale cinematografiche USA il 16 luglio 1917.